# Tierra Colorada, San Miguel Huautla
Tierra Colorada är en ort i Mexiko.   Den ligger i kommunen San Miguel Huautla och delstaten Oaxaca, i den sydöstra delen av landet, 280 km sydost om huvudstaden Mexico City. Tierra Colorada ligger 2 300 meter över havet och antalet invånare är 132.
Terrängen runt Tierra Colorada är huvudsakligen kuperad, men österut är den bergig. Terrängen runt Tierra Colorada sluttar österut. Runt Tierra Colorada är det ganska glesbefolkat, med 25 invånare per kvadratkilometer. Närmaste större samhälle är San Miguel Huautla, 3,2 km norr om Tierra Colorada. I omgivningarna runt Tierra Colorada växer huvudsakligen savannskog.